# Sortie

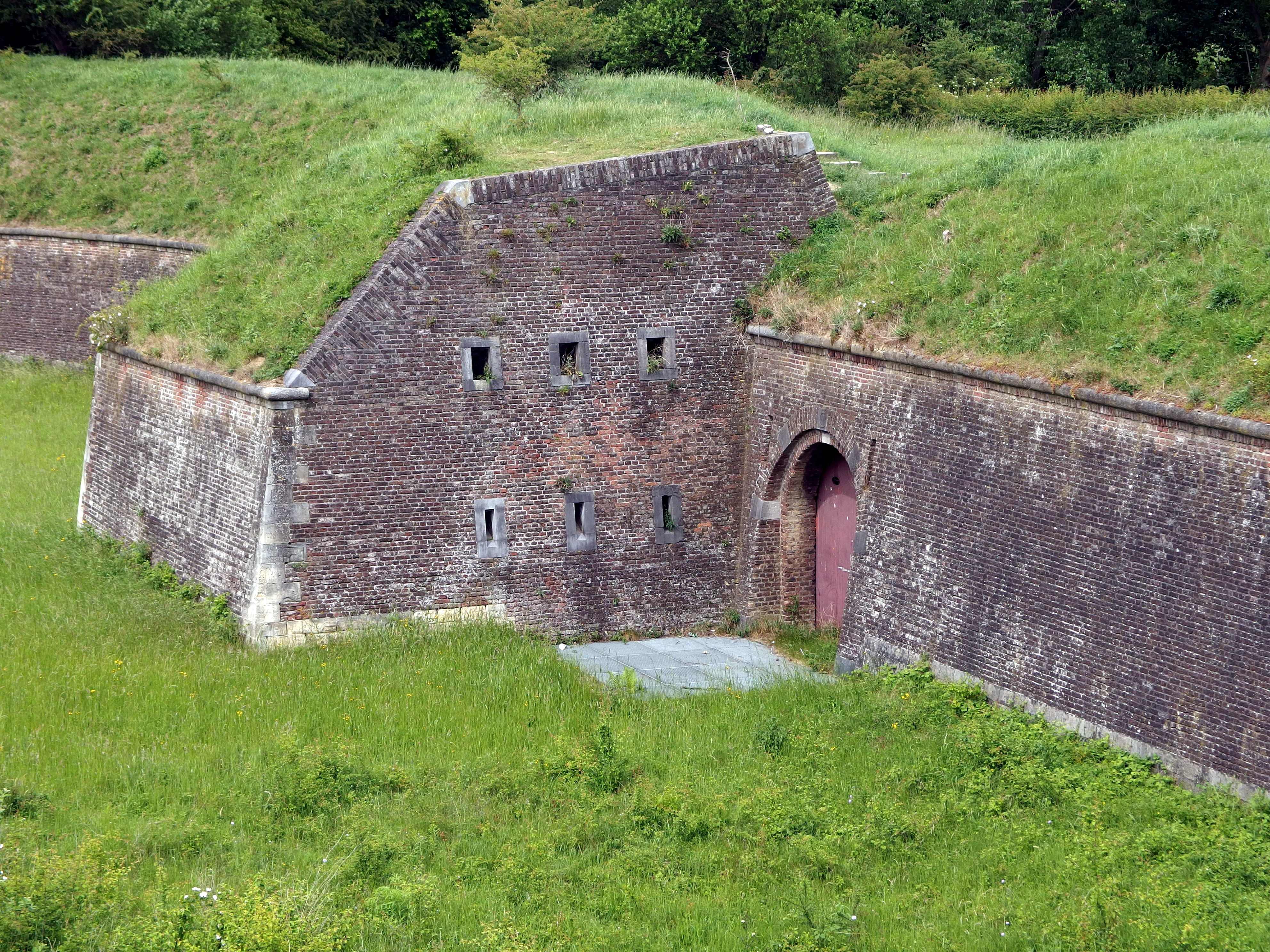
Sortie C in de Linie van Du Moulin in Maastricht

Sortie is een term uit de militaire tactiek en de vestingbouw. In de eerste betekenis gaat het om een uitval van een troepenafdeling. In het tweede geval betreft het een poort of doorgang in een vestingwerk.
Het kan daarbij gaan om een poterne, een verborgen uitvalspoort in een stadsmuur of fort, die gebruikt wordt om onverwachte uitvallen te doen naar een belegeraar. Een ruime uitvalspoort die geschikt is voor cavalerie wordt een royale sortie genoemd.
Een sortie kan ook een doorgang zijn in een stelsel van vestingwerken. Een dergelijke sortie bestaat uit een gemetselde tunnel met een tongewelf, die de voor- en achterzijde van een bastion of ander vestingwerk met elkaar verbindt en aan beide zijden afsluitbaar is. Aan de veldzijde wordt de sortie extra beveiligd door een ophaalbrug over een wolfskuil en een caponnière met schietgaten, van waaruit de vijand beschoten kon worden. Zo bevinden zich in de Linie van Du Moulin in de vestingwerken van Maastricht vier (oorspronkelijk vijf) sorties, die het voor de verdedigers mogelijk maakten om zich snel door de vestingwerken te verplaatsen.